# Новоселиця (зупинний пункт)
Новосе́лиця — пасажирський зупинний пункт (колишній роз'їзд) Шевченківської дирекції Одеської залізниці.
Розташований у смт Катеринопіль Катеринопільського району Черкаської області на лінії Христинівка — Багачеве між станціями Звенигородка (8 км) та Тальне (21 км).
Зупиняються приміські дизель-поїзди сполученням Черкаси — Христинівка, Умань.